# 정십육포체

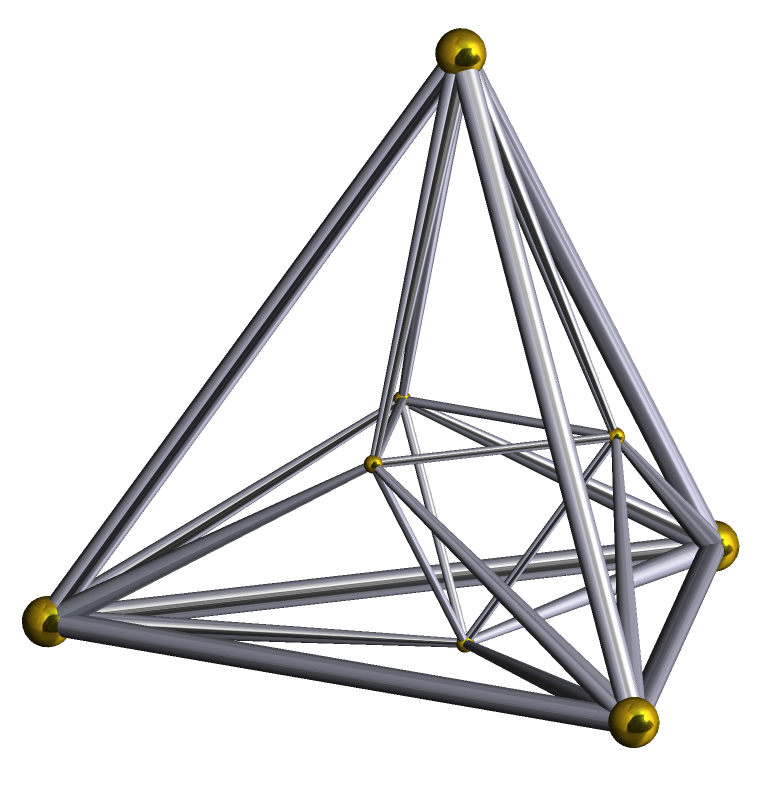
정십육포체

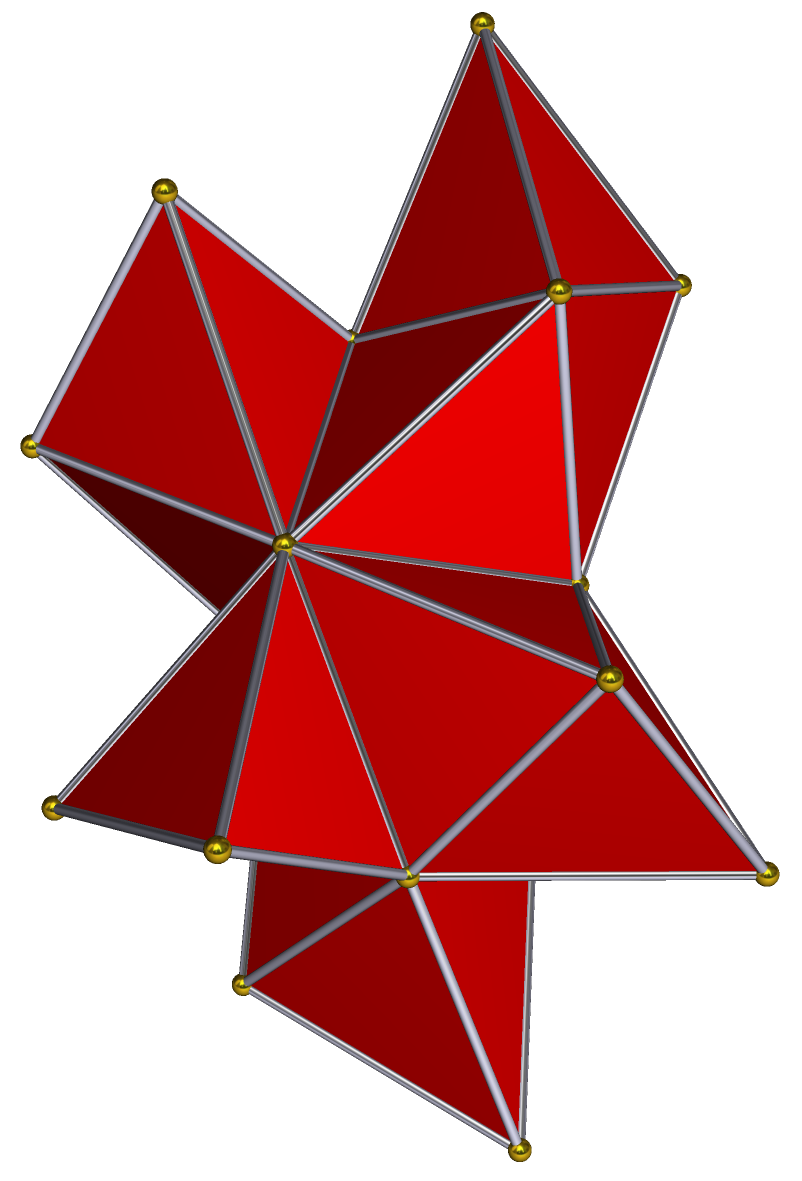
정십육포체의 전개도

정십육포체(16-cell) 또는 데미테서랙트(영어: Demitesseract)는 정팔면체를 4차원으로 확장한 4차원 정다포체이다. 4차원에서의 정축체라고 볼 수 있다. 슐레플리 기호는 {3, 3, 4}.

한 모서리에 정사면체 4개를 붙여서 만들어지며 그 이면각은 정이십사포체와 같이 120도이므로 테셀레이션이 가능하다 (사실 정팔포체도 한 이포각의 크기가 90°라서 4개를 붙이면 빈틈없이 채워진다). 쌍대다포체는 정팔포체이다.

## 같이 보기
- 정이십사포체
- 4차원 다포체